# A81 (Groot-Brittannië)
De A81 is een 55,6 km lange hoofdverkeersweg in Schotland.
De weg verbindt Glasgow via Milngavie met Callander.